# حملة السكينة
حملة السكينة للحوار هي حملة سعودية تابعة لوزارة الشؤون الإسلامية تقوم بالحوار الإلكتروني مع أصحاب الفكر المتطرف ومن لديهم ميول نحو تأييد ما يوصف بالأعمال الإرهابية. وتقومُ فكرة الحملة على الانتشار في مواقع ومنتديات ومجموعات الإنترنت والحوار مع المتطرفين اللذين يكتبون بأسماء مستعارة على شبكة الإنترنت، وذلك عبر فريق عمل مُختلِف التخصصات، يُحقق بتكامله أهداف الحملة عبر الوسائل والأساليب المُناسبة والمؤثّرة. على أن تكون صفة الانتشار والتعامل مع الجمهور صفة شخصيّة وديّة، ومن خلال هذه المواقع والمنتديات يتم بث المفاهيم الصحيحة ومُناقشة الأفكار المُنحرفة، قد يكون هذا النقاش علناً أو عبر الرسائل الخاصّة أو برامج المحادثة الثنائية، ونُركّز على المضمون الشرعي بالإضافة إلى الأدب في الحوار ومُراعاة التفاوت في ثقافة المُخاطَبين.
وقد حظيت الحملة برعاية مباشرة من وزير الشؤون الإسلامية والأوقاف والدعوة والإرشاد الشيخ صالح بن عبد العزيز آل الشيخ وجعلت توجيهاته مسارات لحركة الحوار داخل المواقع والمنتديات ومنارات لفكر الحملة وطريقتها.

## وصلات خارجية
1. موقع حملة السكينة
2. قناة حملة السكينة على اليوتيوب
3. صفحة حملة السكية على الفيس بوك  على فيسبوك.